# حقيقة أساسية
الحقيقة الأساسية هي المعلومات المعروفة بأنها حقيقية أو صحيحة، والتي تُتاح بالملاحظة المباشرة والقياس والتجارب (أي الأدلة التجريبية) على عكس المعلومات المقدمة عن طريق الاستدلال.

## الإحصاء والتعلم الآلي
ويمكن النظر إلى «الحقيقة الأساسية» نظرة مصطلح مصطلح مفاهيمي يتعلق بمعرفة الحقيقة فيما يتعلق بمسألة محددة. إنها النتيجة المثالية المتوقعة. ويستخدم هذا في النماذج الإحصائية لإثبات أو دحض الفرضيات البحثية. يشير مصطلح «الحقيقة الأساسية» إلى عملية جمع البيانات الموضوعية المناسبة (القابلة للإثبات) لهذا الإختبار. مقارنة مع معيار الذهب. على سبيل المثال، لنفترض أننا نختبر نظام رؤية ستيريو لمعرفة مدى قدرته على تقدير المواقف ثلاثية الأبعاد. «الحقيقة الأساسية» قد تكون المواقف التي قدمها جهاز تحديد المدى بالليزر المعروف بأنه أكثر دقة بكثير من نظام الكاميرا. بايزين تصفية البريد المزعج هو مثال شائع للتعلم تحت إشراف. في هذا النظام، تدرس الخوارزمية يدويًا الاختلافات بين البريد المزعج وغير المرغوبة. هذا يعتمد على الحقيقة الأساسية للرسائل المستخدمة لتدريب الخوارزمية - فإن عدم الدقة في الحقيقة الأساسية يرتبط بعدم الدقة في الأحكام الناتجة عن الرسائل المزعجة /غير البريد العشوائي.

## الاستشعار عن بعد
وفي مجال الاستشعار عن بعد، تشير «الحقيقة الأساسية» إلى المعلومات التي تجمع عن الموقع. تسمح الحقيقة الأساسية أن تكون بيانات الصور مرتبطة بالميزات والمواد الحقيقية على الأرض. يتيح جمع بيانات الحقيقة الأساسية معايرة بيانات الاستشعار عن بعد، ويساعد في تفسير وتحليل ما يجري استشعاره. ومن الأمثلة على ذلك رسم الخرائط، الأرصاد الجوية، تحليل الصور الجوية، صور الأقمار الصناعية وغيرها من التقنيات التي تجمع فيها البيانات عن بعد.
قد تشير الحقيقة الأساسية إلى عملية يُقَارَّن فيها «بكسل» على صورة القمر الصناعي بما هو موجود في الواقع (في الوقت الحاضر) من أجل التحقق من محتويات «البكسل» على الصورة (مع الإشارة إلى أن مفهوم «بكسل» غير محدد تحديدًا جيدًا). في حالة وجود صورة مصنفة، يسمح التصنيف الخاضع للإشراف بالمساعدة في تحديد دقة التصنيف الذي يقوم به برنامج الاستشعار عن بعد، وبالتالي تقليل الأخطاء في التصنيف إلى أدنى حد ممكن مثل أخطاء العمولة وأخطاء الإغفال. عادة ما يتم عمل الحقيقة الأساسية في الموقع، إجراء ملاحظات وقياسات سطحية للخصائص المختلفة لخصائص خلايا دقة الأرض التي تُدرس على الصورة الرقمية المستشعرة عن بعد. كما يتضمن أخذ الإحداثيات الجغرافية لخلية الدقة الأساسية مع تقنية الـGPS ومقارنتها في الاحداثيات التي تحتوي على «البكسل» التي يدرسها برنامج الاستشعار عن بعد لفهم وتحليل أخطاء الموقع وكيف يمكن أن تؤثر على دراسة معينة.
الحقيقة الأساسية مهمة في التصنيف الأولي تحت الإشراف للصورة. عندما تعرف هوية وموقع أنواع الغطاء الأرضي من خلال مزيج من العمل الميداني، الخرائط والخبرة الشخصية تعرف هذه المناطق باسم مواقع التدريب. وتستخدم الخصائص الطيفية لهذه المناطق لتدريب برامج الاستشعار عن بعد باستخدام قواعد القرار لتصنيف بقية الصورة. تقدم قواعد القرار هذه مثل تصنيف الاحتمال الأقصى، تصنيف الأنابيب المتوازية وتصنيف الحد الأدنى للمسافات تقنيات مختلفة لتصنيف الصورة. وتسمح مواقع إضافية للحقيقة الأساسية للمستشعر البعيد بإنشاء مصفوفة خطأ تؤكد صحة طريقة التصنيف المستخدمة. وقد تكون لأساليب التصنيف المختلفة نسب مختلفة من الخطأ بالنسبة لمشروع تصنيف معين. من المهم أن يختار المستشعر عن بعد طريقة تصنيف تعمل أفضل مع عدد التصنيفات المستخدمة مع توفير أقل قدر من الخطأ.
الحقيقة الأساسية تساعد أيضا في تصحيح الغلاف الجوي. وبما أنه من الواضح أن الصور المأخوذة من الأقمار الصناعية يجب أن تمر عبر الغلاف الجوي، فإنها يمكن أن تشوه بسبب الامتصاص في الغلاف الجوي. لذا يمكن أن تساعد الحقيقة الأساسية في التعرف الكامل على الأجسام في صور الأقمار الصناعية.

### أخطاء العمولة
مثال على خطأ في العمولة هو عندما يبلغ بكسل عن وجود ميزة (مثل الأشجار) التي، في الواقع، غائبة (لا توجد أشجار موجودة بالفعل). يضمن التحقق من الأرض أن مصفوفات الخطأ لديها نسبة دقة أعلى مما ستكون عليه إذا لم يُحدّد البكسل. هذه القيمة هي عكس دقة المستخدم، أي خطأ العمولة = 1 - دقة المستخدم.

### أخطاء الإغفال/السهو
مثال على خطأ في الإغفال هو عندما لا يُصنف بكسل شيء معين، على سبيل المثال، أشجار القيقب، على أنها أشجار القيقب. تساعد عملية الحقيقة الأساسية على ضمان تصنيف البكسل تصنيفًا صحيحًا ودقة مصفوفات الخطأ. هذه القيمة هي عكس دقة المنتج، أي خطأ الإغفال = 1 - دقة المنتج.